# Championnat du Venezuela de football 1987-1988
Navigation
Saison 1986-1987 Saison 1988-1989
La saison 1987-1988 du championnat du Venezuela de football est la trente-deuxième édition du championnat de première division professionnelle au Venezuela et la soixante-huitième saison du championnat national. Les quatorze meilleures équipes du pays disputent le championnat qui se déroule en deux phases :
- les équipes sont regroupées au sein d'une seule poule où elles affrontent deux fois les autres clubs, à domicile et à l'extérieur. Les huit premiers se qualifient pour la phase finale. Afin de permettre l'élargissement du championnat à 16 équipes, le dernier du classement est relégué et remplacé par les trois meilleurs clubs de Segunda A, la deuxième division vénézuélienne.
- la phase finale comprend les huit qualifiés au sein d'une poule unique où elles s'affrontent à nouveau deux fois. Le club en tête du classement à l'issue de la compétition est sacré champion.

C'est le club de Maritimo Caracas, tenant du titre, qui remporte à nouveau la compétition, après avoir terminé en tête de la poule finale, avec cinq points d'avance sur le UA Táchira et huit sur le Caracas FC. C'est le second titre de champion de l'histoire du club, qui réussit même le doublé en remportant la Coupe du Venezuela.

## Les clubs participants
| - Maritimo Caracas - Deportivo Italia - Caracas FC - Mineros de Guayana - Atlético Anzoátegui - Universidad Central de Venezuela FC - Peninsulares de Araya - Promu de D2 | - Portuguesa FC - Estudiantes de Mérida - UA Táchira - UD Lara - Atlético Zamora - CD Pepeganga Margarita - Promu de D2 - ULA Mérida |

## Compétition
Le barème utilisé pour établir l'ensemble des classements est le suivant :
- Victoire : 2 points
- Match nul : 1 point
- Défaite : 0 point

### Première phase
| Rang | Équipe                              | Pts | J  | G  | N  | P  | Bp | Bc | Diff |
| ---- | ----------------------------------- | --- | -- | -- | -- | -- | -- | -- | ---- |
| 1    | Maritimo CaracasTC                  | 33  | 26 | 11 | 11 | 4  | 28 | 10 | +18  |
| 2    | Caracas FC                          | 31  | 26 | 12 | 7  | 7  | 39 | 29 | +10  |
| 3    | Mineros de Guayana                  | 31  | 26 | 11 | 9  | 6  | 38 | 35 | +3   |
| 4    | Portuguesa FC                       | 30  | 26 | 11 | 8  | 7  | 32 | 22 | +10  |
| 5    | UD Lara                             | 30  | 26 | 10 | 10 | 6  | 30 | 26 | +4   |
| 6    | Atlético Zamora                     | 30  | 26 | 10 | 10 | 6  | 29 | 27 | +2   |
| 7    | CD Pepeganga MargaritaP             | 29  | 26 | 10 | 9  | 7  | 46 | 31 | +15  |
| 8    | UA Táchira                          | 28  | 26 | 11 | 6  | 9  | 60 | 33 | +27  |
| 9    | ULA Mérida                          | 27  | 26 | 9  | 9  | 8  | 36 | 34 | +2   |
| 10   | Atlético Anzóategui                 | 24  | 26 | 7  | 10 | 9  | 29 | 42 | -13  |
| 11   | Estudiantes de Mérida               | 21  | 26 | 7  | 7  | 12 | 31 | 36 | -5   |
| 12   | Deportivo Italia                    | 21  | 26 | 7  | 7  | 12 | 24 | 34 | -10  |
| 13   | Peninsulares de ArayaP              | 21  | 26 | 6  | 9  | 11 | 25 | 52 | -27  |
| 14   | Universidad Central de Venezuela FC | 8   | 26 | 1  | 6  | 19 | 17 | 53 | -36  |

|  | Qualification pour la poule pour le titre |
|  | Relégation directe en Segunda A           |

### Poule pour le titre
| Rang | Équipe                  | Pts | J  | G  | N | P | Bp | Bc | Diff |
| ---- | ----------------------- | --- | -- | -- | - | - | -- | -- | ---- |
| 1    | Maritimo CaracasT       | 25  | 14 | 12 | 1 | 1 | 20 | 4  | +16  |
| 2    | UA Táchira              | 20  | 14 | 9  | 2 | 3 | 26 | 12 | +14  |
| 3    | Caracas FC              | 17  | 14 | 8  | 1 | 5 | 17 | 13 | +4   |
| 4    | Atlético Zamora         | 14  | 14 | 5  | 4 | 5 | 15 | 15 | 0    |
| 5    | UD Lara                 | 11  | 14 | 5  | 1 | 8 | 14 | 19 | -5   |
| 6    | CD Pepeganga MargaritaP | 9   | 14 | 3  | 3 | 8 | 13 | 19 | -6   |
| 7    | Portuguesa FC           | 8   | 14 | 2  | 4 | 8 | 11 | 20 | -9   |
| 8    | Mineros de Guayana      | 8   | 14 | 3  | 2 | 9 | 14 | 28 | -14  |

|  | Qualification pour la Copa Libertadores 1989 |

## Bilan de la saison
| Championnat du Venezuela de football 1987-1988 |                                                     |
| Champion                                       | Maritimo Caracas (2e titre)                         |
| Coupes et trophées                             |                                                     |
| Vainqueur de la Coupe du Venezuela 1987-1988   | Maritimo Caracas                                    |
| Qualifications continentales                   |                                                     |
| Copa Libertadores 1989                         | Maritimo Caracas                                    |
| Copa Libertadores 1989                         | UA Táchira                                          |
| Promotions et relégations                      |                                                     |
| Promus en Primera División                     | Arroceros de Calabozo Deportivo Galicia Minervén FC |
| Relégués en Segunda A                          | Universidad Central de Venezuela FC                 |